# Singapore Open 1986
Il Singapore Open 1986 è stato un torneo di tennis femminile giocato sul cemento indoor. È stata la 1ª edizione del torneo che fa parte del Virginia Slims World Championship Series 1986. Il torneo si è giocato dal 20 al 26 ottobre a Singapore.

## Campionesse

### Singolare femminile
Gigi Fernández ha battuto in finale  Mercedes Paz con il punteggio di 6–4, 2–6, 6–4

### Doppio femminile
Anna-Maria Fernández /  Julie Richardson hanno battuto in finale  Sandy Collins /  Sharon Walsh con il punteggio di 6–3, 6–2